# Lost on You
Lost on You is een nummer van de Amerikaanse zangeres LP (Laura Pergolizzi) uit 2016. Het is de single van haar vierde studioalbum Lost on You, en staat ook op haar album Death Valley.
Ondanks dat het nummer in haar thuisland, de Verenigde Staten, flopte, scoorde LP met Lost on You in Europa een hit. Het haalde in Frankrijk de nummer 1-positie. In de Nederlandse Top 40 haalde het de 26e positie, en in de Vlaamse Ultratop 50 kwam het nummer tot de 18e positie. Onduidelijk is de precieze releasedatum van Lost on You. In allerlei andere bronnen en op anderstalige Wikipedia pagina's over dit nummer wordt 20 november 2015 genoemd.

## NPO Radio 2 Top 2000
| Nummer met noteringen in de NPO Radio 2 Top 2000 | '17  | '18  | '19  | '20  | '21  | '22  | '23  | '24  |
| ------------------------------------------------ | ---- | ---- | ---- | ---- | ---- | ---- | ---- | ---- |
| Lost on You                                      | 1913 | 1807 | 1973 | 1778 | 1632 | 1380 | 1665 | 1828 |

1. ↑  Een vetgedrukt getal geeft de hoogste notering aan.
2. ↑  2017 was het eerste jaar met een notering voor dit nummer.